# Euréka vára
Az Euréka vára vagy Heuréka vára (angol címén: Eureeka's Castle) egy amerikai bábfilmsorozat, amelynek alkotója R.L. Stine. A sorozat főszereplője Euréka. A sorozat hat évadból, illetve 134 epizódból állt. A Nickelodeon mutatta be. Magyarországon is a Nickelodeon is a Nickelodeon vetítette.

## Téma
Az Euréka – bábsorozat. Egy varázslólányról és barátairól szól. A szereplők egy felhúzható kastélyban laknak. A kastélynak egy szimpatikus óriás a tulajdonosa. A kalandokban részt vesz Magellán, a sárkány és a több sok szereplő.

## Szereplők
| Szereplő            | Eredeti hang             | Magyar hang              | Leírás |
| ------------------- | ------------------------ | ------------------------ | --- |
| Euréka              | Cheryl Blaylock          | Hűvösvölgyi Ildikó       | A sorozat főszereplője egy barátságos kiképző boszorkány. |
| Magellán            | Noel MacNeal             | Józsa Imre               | Egy sárkány, akinek a farka is sokat tud. |
| Batly               | James Kroupa             | Lippai László            | Egy önző, ügyetlen kék denevér, aki szemüveget is hord, mert rövidlátó. |
| Maszat és Pocsolyka | Brian Muehl, Pam Arciero | Cserna Antal Náray Erika | Egy szőrmókás ikerpár, akik a várárokban élnek. Bogge narancssárga bundás és két karú, Quagmire pedig rózsaszínű bundás és négy karú. Kedvencük a mogyoró-vajas szendvics. |
| Mr. Knack           | Brian Muehl              | Schnell Ádám             | A vár ezermestere és ügyes keze. |
| Cooey               | Lynn Hippen              | saját hangján            | Magellán kisállata |
| Webster             | Noel MacNeal             | saját hangján            | Batly házi-kedvenc pókja. |
| Csalétkek           | –                        | –                        | Magellán csalikukacai |
| Sir Klank           | James Kroupa             | Szokol Péter             | Egy öreg ősszakállú kék egér |
| Kate                | Lynn Hippen              | –                        | Egy rózsaszínű egér |
| Emma                | Pam Arciero              | –                        | Egy kövér narancssárga egér. |
| Éneklő halszobrok   | –                        | –                        | Három vízköpő halszobor egy szökőkúton. |
| Óriás               | James Kroupa             | Forgács Gábor            | Egy hatalmas nagy-orrú óriás. |

- További magyar hangok: Andai Kati, Bot Gábor, Csarnóy Zsuzsa, Csuha Lajos, Lux Ádám, Gyuricza Péter, Sz. Nagy Ildikó, Szegedi Anita